# Henry Fields
Pour les articles homonymes, voir Fields.
Henry Fields, né le 3 mai 1938 à New York (État de New York) et mort le 26 octobre 2024 à Quint-Fonsegrives (Haute-Garonne),, est un joueur et entraîneur franco-américain de basket-ball.
Il est champion du monde et d'Europe militaire, champion de France en 1963 et 1970 ainsi que vainqueur de la Coupe de France en 1963. Il joue au poste de pivot et mesure 1,97 mètre.

## Biographie
Après avoir obtenu son diplôme universitaire, Henry Fields s'engage dans l'armée américaine. Grâce à un engagement de trois ans, il a pu choisir son affectation et a choisi la France. Il a déclaré plus tard que son choix avait été influencé par un article de Sports Illustrated sur Jean-Claude Lefebvre, un basketteur français qui a joué pour l'université Gonzaga. En France, il était stationné à Orléans où il est devenu membre de l'équipe militaire des États-Unis qu'il a aidé à remporter l'or aux Championnats européens et mondiaux de basket-ball militaire,.
En 1998, Henry Fields s'installe à Auterive, au sud de Toulouse, dans le département de la Haute-Garonne, où il fonde le club de basket Union Sportive Auterive (USA). À travers ce club, il transmet sa passion pour le basket, initiant aussi bien les plus jeunes que les adultes à un sport encore peu pratiqué dans cette région marquée par le rugby. C'est avec ses entraînements et ses stages qu'il inspire toute une génération de son dévouement et sa gentillesse aux style très américain.
En 2018, à l'occasion de ses 80 ans, la municipalité d'Auterive et son club décident de renommer le gymnase en son honneur, désormais appelé "Halle Henry Fields".
Henry Fields s'éteint le 26 octobre 2024, à l'âge de 86 ans. Il laisse derrière lui une empreinte significative sur le développement du basket-ball en France, particulièrement dans la communauté sportive d'Auterive, où son héritage continue de vivre à travers les générations de joueurs qu'il a formées.

## Clubs successifs

### Amateur
- OC Orléans : 1960-1962[7].

### Professionnel
- Paris Université Club : 1962-1963
- Stade Français Basket 1965-1966
- Olympique d'Antibes 1968-1971
- AS Monaco : 1972-1975

### Entraîneur
- AS Tarare Basket : 1977-1978[8]
- US Ville d'Avray : 1981 - 1986 : Entraîneur-joueur. (Dernier club pour lequel il a joué.)
- US Auterive Basket-Ball : 1998-2024
- ASPTT-Barguillère-Foix : 2000

## Palmarès et récompenses

### En club
- Champion de France de Nationale 1 avec le Paris Université Club en 1963 et l’Olympique d’Antibes en 1970
- Coupe de France avec le PUC en 1963[9]
- Champion de France de Nationale 2 avec Antibes en 1968 et Monaco en 1973 où il est entraîneur joueur[10].

### En sélection
- "All Star Team", Université de Caroline du Nord de 1955 à 1959
- Équipe nationale de l'armée américaine en 1960
- Champion du Monde militaire avec l'US Army en 1961[9]
- Champion d'Europe militaire[10]

### Récompenses individuelles
- Meilleur rebondeur en "College Division" (États-Unis) en 1959
- Certificat du Mérite de l'Ordre de la Courtoisie Française en 1970[11]
- Meilleur joueur étranger du championnat de France en 1970[9]
- Meilleur pivot étranger en France du siècle en 2000[10]
- Élu au "Hall of Fame" : meilleur athlète de l'histoire de l'Université Elisabeth City- Caroline du Nord (basket et athlétisme)
- Membre élu de l'Académie du basket-ball français en 2014[9]